# Virginie Hériot

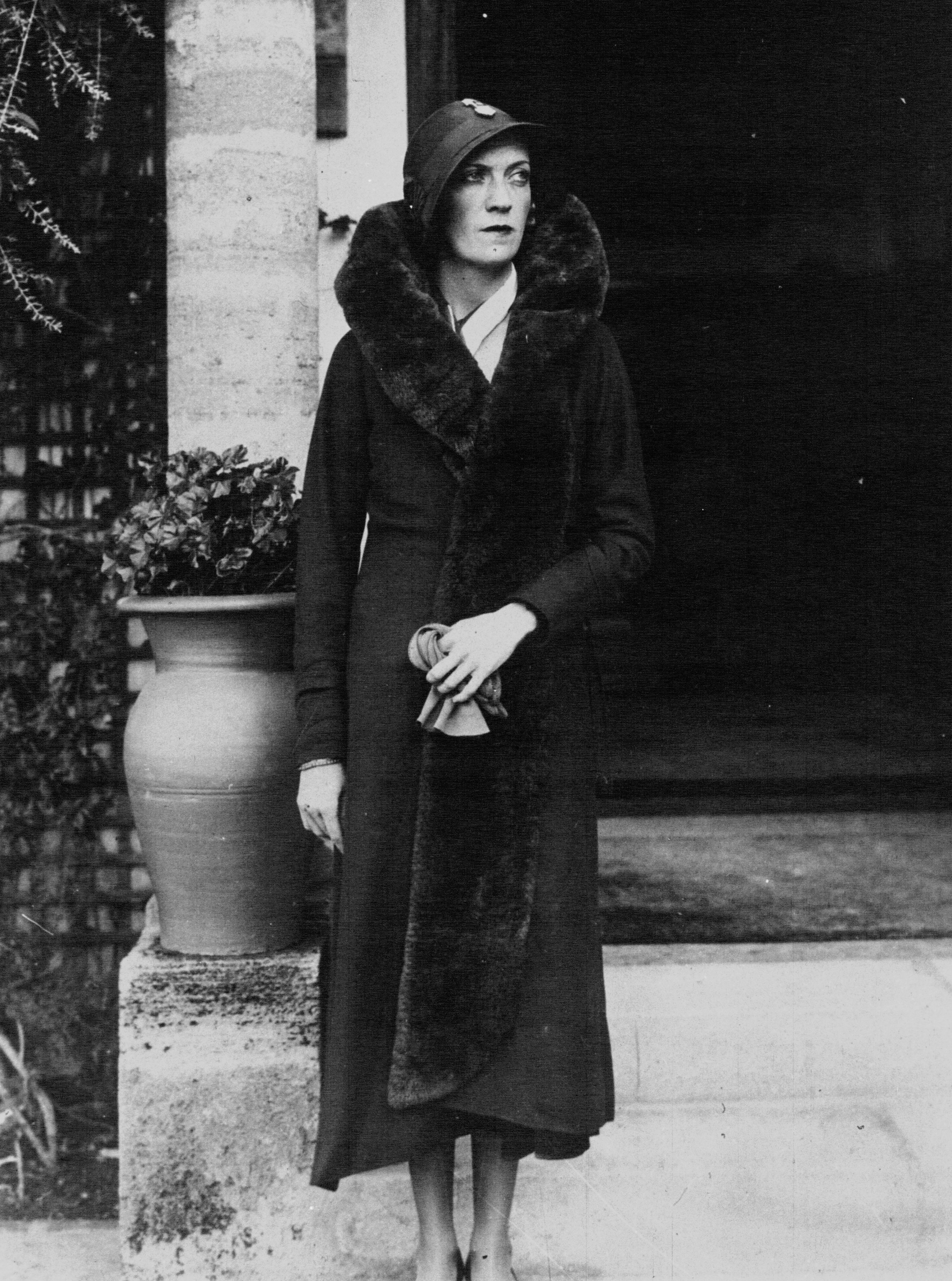
Hériot 1931

Virginie Claire Désirée Marie Hériot (* 25. Juli 1890 in Le Vésinet, Département Yvelines; † 28. August 1932 in Arcachon) war eine französische Navigatorin und Medaillengewinnerin bei den Olympischen Spielen 1928. Sie hat stark zur Verbreitung ihres Sports beigetragen und wurde als „Botschafterin der französischen Marine“ (ambassadrice de la marine française) bezeichnet, wodurch sie auch ihren Beinamen „Madame de la Mer“ erhielt.

## Leben
Virginie Hériot wurde am 25. Juli 1890 in Le Vésinet, Département Yvelines, geboren. Ihr Vater, Olympe Hériot, war der Eigentümer der Grands Magasins du Louvre und ihre Mutter war die Philanthropin Cyprienne Dubernet. Virginie erlebte zusammen mit ihrem Bruder Auguste und sieben Freunden der Familie 1904 ihre erste Kreuzfahrt auf der Yacht Ketoomba (später Salvador dt.: „Erretter“) die ihrer Mutter gehörte. Von April bis Juni ging die Kreuzfahrt durchs Mittelmeer. Als sie den Kommandanten Pierre Loti des Zerstörers Vautour kennenlernte, reifte in ihr der Entschluss, dass sie „Navigatrice“ werden wollte.
Am 2. Mai 1910 heiratete sie im Château de La Boissière im Département Yvelines, einem Anwesen ihrer Mutter, den vicomte François Marie Haincque de Saint Senoch, der genauso segelbegeistert war wie sie. Das Paar ging auf der Salvador, die sie als Hochzeitsgeschenk erhalten hatten, auf Hochzeitsreise. Das Paar bekam einen Sohn, Hubert, der am 5. Januar 1913 zur Welt kam, doch 1918 musst sich Virginie einer schweren Operation unterziehen und 1921 trennte sie sich von ihrem Mann. Von diesem Zeitpunkt an verlegte sie sich fast ausschließlich aufs Segeln und kam nur noch selten zurück in ihr Pariser Appartement in der Rue de Presbourg (später: 54 rue de Varenne).
1912 ließ Hériot ihre erste Renn-Yacht anfertigen: l’Aile I (dt.: Flügel). Sie versuchte, allerdings noch ohne Erfolg, den Coupe de France zu gewinnen, der seit zwei Jahren in der Hand von Engländern war. 1921 erwarb sie eine Yacht mit 85 m Länge und 1492 t, den Finlandia, den sie jedoch später durch den Schoner Ailée ersetzte, auf der sie dann 10 Monate im Jahr verbrachte. Die Ailée hatte eine Länge von 45 m und 400 t Gewicht (ehemals Meteor IV, Max Oertz-1909).
Außerdem ließ sie weitere Wettkampfboote anfertigen: Aile (8 m) und Petite Aile (6 m). 1922 wurde der Aile II in Le Havre von der Yacht Bora geschlagen, aber mit Ausdauer schaffte es Heriot, weiterzumachen und dann auch Preise zu gewinnen. 1928 gewann sie in Amsterdam, mit der Aile VI, die Goldmedaille bei den Olympischen Sommerspielen 1928 genauso wie den Coupe d’Italie gegen Holland, Italien, England, die USA, Schweden, Norwegen und Argentinien. 1929 gewann sie den Coupe de France und sowohl den Coupe d’Italie als auch den Coupe du Roi d’Espagne. 1931 trug sie mit 9 min 40 s Vorsprung im Duell mit dem Dreimaster Sonia auf der Strecke Ryde–Le Havre–Ryde.
Aufgrund ihrer Erfolge wurde sie zum Chevalier der Ehrenlegion ernannt. Der spanische König Alfons XIII. besuchte sie 1930 mit seiner Familie auf der Ailée II und bedachte sie mit dem Orden Mérite Naval Espagnol. Rabindranath Tagore bezeichnete sie als „Madame de la Mer“.
Durch ihre Bekanntheit und durch die Pressekonferenzen, die sie in aller Welt gab, wurde Virginie Hériot zur Werbeikone des französischen Schiffsbaus und machte die Qualität der Ingenieure und Werften (Chantiers) berühmt. Der Marineminister Georges Leygues bezeichnete sie daher als „wahrhafte Botschafterin der französischen Marine“. Sie widmete sich jedoch auch philanthropischen Projekten und unterstützte die Sociétés Nautiques wie zum Beispiel den Yacht Club de France, dessen Präsident zu dieser Zeit Jean-Baptiste Charcot war. Sie schenkte den Kadetten der École navale Yachten des Typs „Monotype brestois“ und veröffentlichte einen Atlas des Ports den sie mit eigenen Zeichnungen und Gedichten illustrierte. Mit Alain Gerbault verband sie eine tiefe Freundschaft. Oft zitiert er sie in seinen Werken (O.Z.Y.U.).
1932 wurde sie während eines Sturms zwischen Venedig und Griechenland schwer verletzt. Sie weigerte sich jedoch, den Wettkampf abzubrechen. Ende August, während der Regatta von Arcachon verlor sie das Bewusstsein auf ihrem Schiff Aile VII, trotzdem nahm sie am Wettkampf teil. Als sie die Ziellinie überquerte, verlor sie erneut das Bewusstsein und verstarb am 28. August 1932 an Bord der Ailée II. Die Trauerfeier fand am 2. September in Paris in der Basilique Sainte-Clotilde statt.
Ihrer Mutter war es unmöglich, ihren Körper vor der Küste der Bretagne dem Meer zu übergeben und bestattete sie daher in der Familiengruft in La Boissière-École. Erst 1948 kam ihr Sohn ihrem letzten Wunsch nach und übergab die Überreste seiner Mutter dem Meer bei Brest.

## Preise und Auszeichnungen

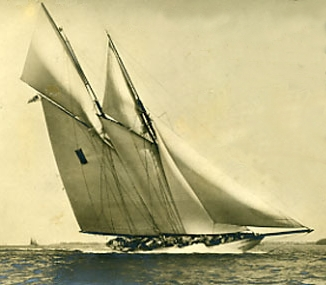
Ailée, der Schoner, den Hériot 1923 erworben hatte.

Die Promotion (Schuljahrgang) der École Navale von 1932 wurde nach ihr benannt.
Das Committee des Yacht Club de France stiftete am 21. Mai 1946 den „Coupe Virginie Hériot“. Der Cup gilt für Boote der Drachenklasse und wird jährlich ausgetragen.
- 1924: Aile III – Coupe d’or de SM Alphonse XIII (San-Sebastián, Spanien)
- 1925: Aile IV – Coupe Rylard (Gènes), Coupe de la Méditerranée (Italien), Coupe Cumberland (Ryde, England), Championne de France
- 1925: Aile V – Coupe de Copenhague (Dänemark), Coupe Porte (Helsingör, Dänemark), Coupe des Étrangers (Finnland)
- 1927: Petite Aile II – Coupe du Cercle de la voile de Paris, „One-Ton-Cup“ (Ryde)
- 1928: Aile VI – Championne du Monde, Goldmedaille bei den Olympischen Spielen, Coupe d’Italie (Holland), Coupe Rylard (Gènes)
- 1928: Petite Aile II – Prix d’Honneur (Deauville), Coupe Clerc-Rampal, Prix d’Honneur (Le Havre), Meilleur Classement, Bilbao, Coupe de SM La reine d’Espagne (San-Sebastián)
- 1929: Aile VI – Coupe de France (Ryde), Coupe d’or de SM Alphonse XIII (San-Sebastián)
- 1930: Aile VI – Coupe Macomber, Coupe Thalassa

Schon zu Lebzeiten hatte Hériot mehrere ihrer Schiffe an die École navale verschenkt: den Petite aile II, den Petite aile III und den Petite aile V. Diese Schiffe nahmen im Frühjahr 1932 an den Grandes Régates de Brest teil.
Nach ihrem Tod wurde die Ailée II ebenfalls an die École navale übergeben. 1935 lag sie noch vor Anker im Arsenal. Während des Zweiten Weltkriegs diente sie als Messe für deutsche Offiziere und wurde 1944 von den Deutschen versenkt. Nach der Befreiung wurde die Werft Camper & Nicholson mit der Restauration beauftragt, es stellte sich jedoch heraus, dass sie irreparabel beschädigt war und man konnte nur die Bronze und den Bleikiel bergen. Der Verkauf dieser Materialien diente der Werft von Cornouaille in Quimper dazu, das Boot „Bénodet“ zu bauen, welches der École navale geschenkt wurde.

## Œuvre
Carnets de voyages – Reiseberichte
- L’Aile I
- Quart de Nuit
- À bord du Finlandia

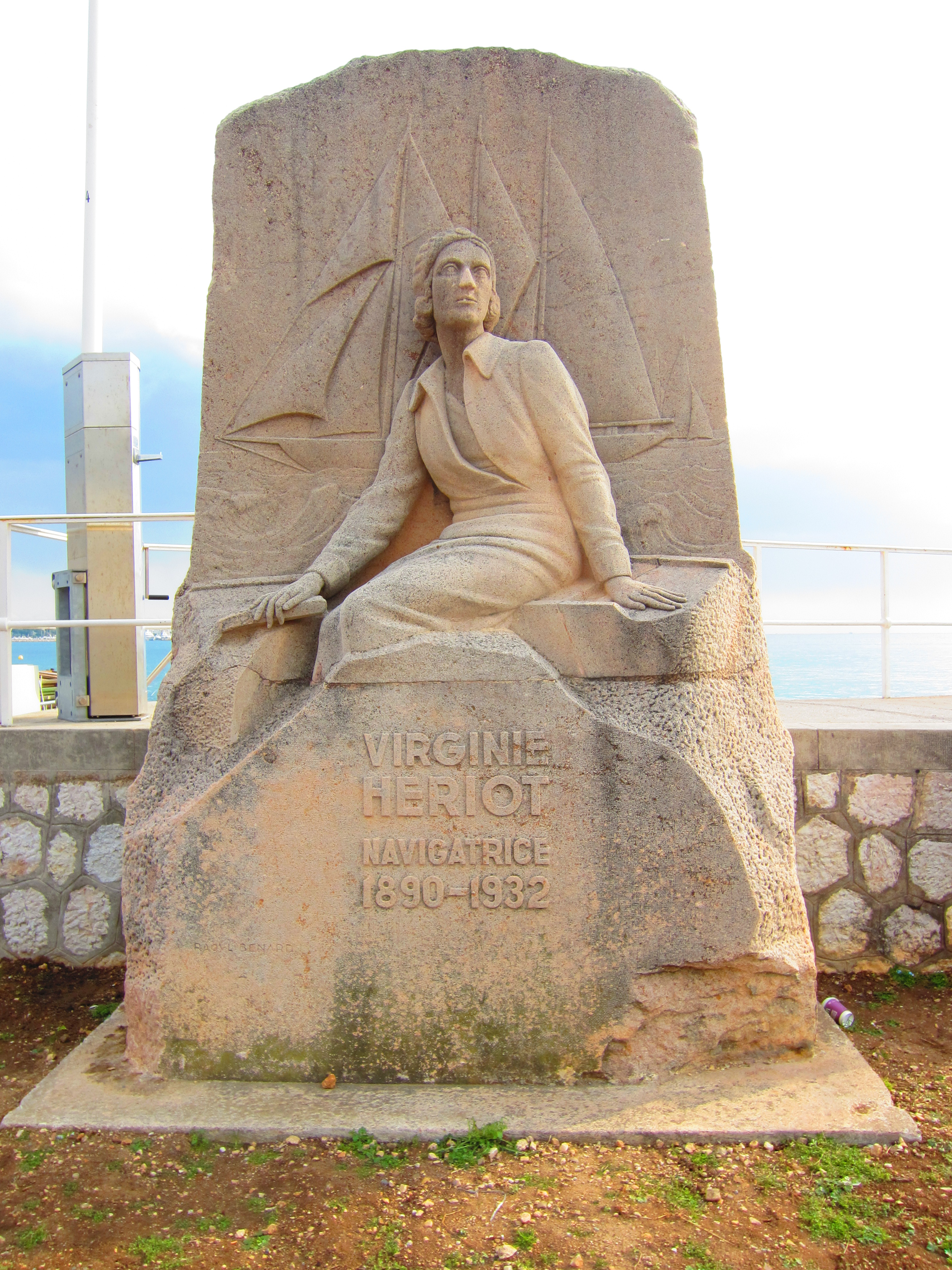
Denkmal in Cannes.

- La Seconde France (Impressions sur les fêtes du Centenaire), 1931
- Sur mer : impression et souvenirs, 1933
- Le Vaisseau Ailée, le bateau qui a des ailes, 1931
- Ailée s’en va, 1923–1927
- Service à la mer, 1932

Gedichte
- Goélette ailée, poèmes, 1927
- Le Bateau de mon enfance, poèmes, 1928
- Une âme à la mer, 1929, préface d’Alain Gerbault, édition des Gémeaux, Paris – couronné par l’Académie française

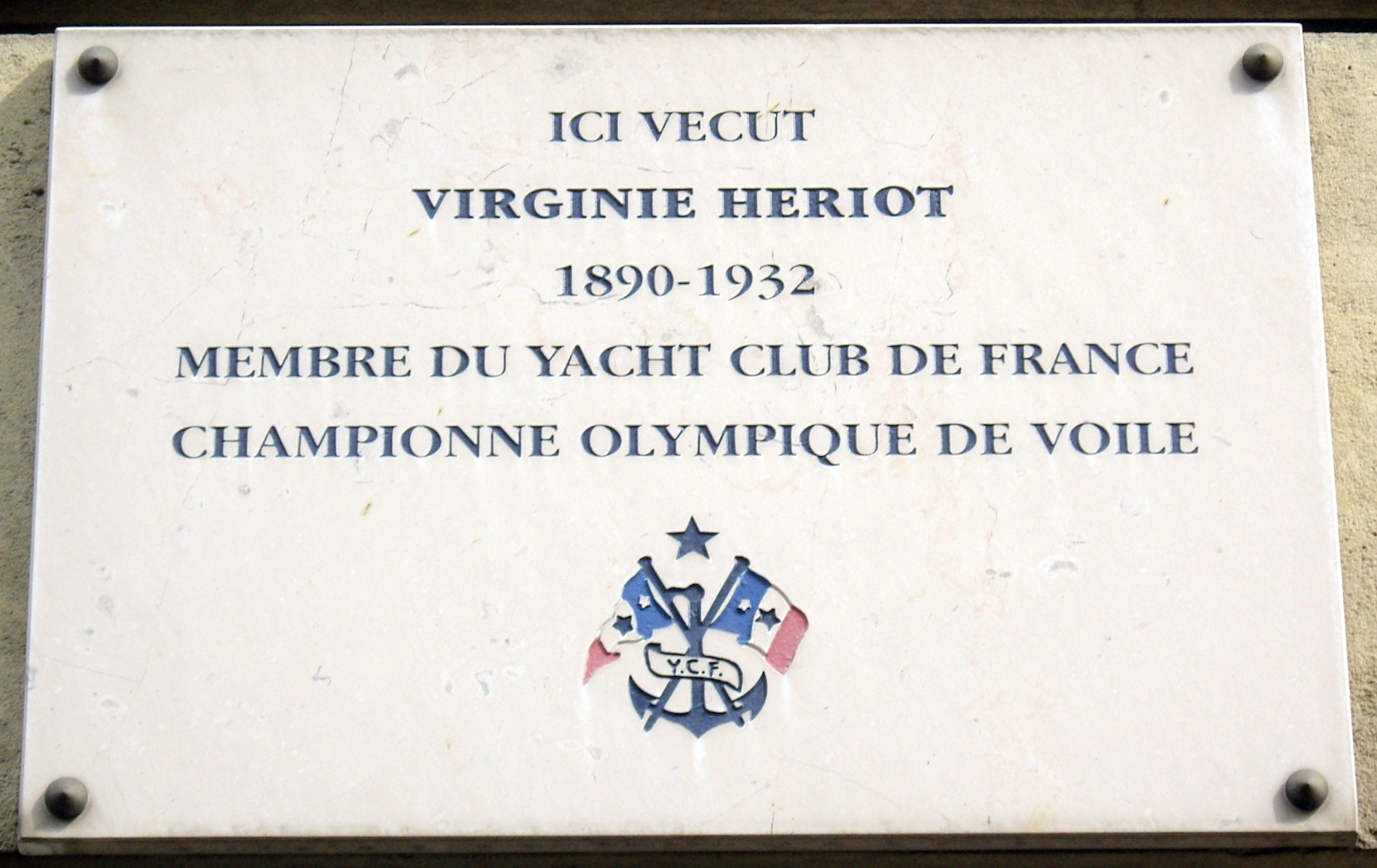
Gedenktafel in Paris in der n° 54 de la Rue de Varenne.